# Vanessa Gonçalves
Vanessa Andrea Gonçalves Gomes (Baruta, 10 febbraio 1986) è una modella venezuelana, eletta Miss Venezuela nel 2010.
La Gonçalves ha rappresentato anche la propria nazione durante il concorso internazionale Miss Universo 2011 in Brasile. È anche dentista, e parla spagnolo e portoghese. È di origini portoghesi.